# Regimentul 50 Infanterie (1916-1918)
Regimentul 50 Infanterie a fost o unitate de nivel tactic din rezerva armatei permanente care s-a constituit la 14/27 august 1916, prin mobilizarea unităților și subunităților de infanterie din cercul de recrutare Focșani, din cadrul Comandamentului III Teritorial.:p. 81 Regimentul a făcut parte din organica Brigăzii 35 Infanterie. La intrarea în război, Regimentul 50 Infanterie a fost comandat de locotenent-colonelul Mihail Anastasiade. Regimentul 50 Infanterie a participat la acțiunile militare pe frontul românesc, pe toată perioada războiului, între 14/27 august 1916 - 28 ocotmbrie/11 noiembrie 1918.
Drapelul de luptă al regimentului a fost decorat cu cea mai înaltă distincție de război, Ordinul „Mihai Viteazul”, clasa III:
„Pentru vitejia și avântul cu care au luptat atât ofițerii cât trupa, în aprigele lupte de la Mărășești din anul 1917. În ziua de 30 iulie, pe când regimentul se afla pe poziție între Divizia 9 și Corpul IV Armată rus, nu numai că a rezistat cu energie nenumăratelor atacuri date de inamic, dar contraatacând cu furie au reușit să înainteze și să câștige teren, acest regiment de elită s-a distins în mod glorios prin îndârjirea cu care a luptat la 6 august 1917, împotriva trupelor din Divizia a 2-a Bavareză și în timpul cărei lupte batalionul I a dat un contra atac strălucit, care a determinat prima retragere a dușmanului.”
Înalt Decret no. 1356 din 15 noiembrie 1917

## Decorații
- Ordinul „Mihai Viteazul”, clasa III[4]